# City of DeKalb
City of DeKalb, comunament abreujat a DeKalb, és una ciutat al comtat de DeKalb, a l'estat estatunidenc d'Illinois. Segons el cens de 2019 la població estimada és de 42.847 habitants. Es troba a 80 km de Chicago, i forma part de l'àrea metropolitana d'aquesta ciutat.
Fundada el 1856 DeKalb va destacar pel desenvolupament i la fabricació del filferro d'arç, especialment aquell destinat a l'agricultura i la ramaderia. El seu ret honor a Johann de Kalb, general que va morir durant la Guerra de la Independència dels Estats Units. Avui dia la ciutat és sobretot coneguda per la Universitat del Nord d'Illinois. És el lloc de naixement de la model Cindy Crawford.
DeKalb està situada en les coordenades 41° 55′ 50″ N, 88° 44′ 52″ O / 41.93056°N,88.74778°O 41° 55′ 50″ N, 88° 44′ 52″ O / 41.93056°N,88.74778°O / 41.93056, -88.74778. Segons l'Oficina del Cens dels Estats Units DeKalb té una superfície total de 38,37 km², de la qual 37,95 km² corresponen a terra ferma i (1,09 %) 0,42 km² és aigua.